# 恩多町
恩多町（おんたちょう）は、東京都東村山市の町名。現行行政地名は恩多町一丁目から恩多町五丁目。郵便番号189-0011。

## 地理
東村山市の東部。
東から時計回りに、東久留米市下里、東久留米市柳窪、東村山市萩山町、東村山市栄町、東村山市本町、東村山市久米川町、東村山市青葉町に隣接する。
街区南側境界線に、新青梅街道が通る。

### 河川
- 野火止用水
- 空堀川

## 交通

### 鉄道
街区に駅は無い。隣接する東村山駅利用の需要が大きいが、複数の駅が近隣に存在し使い分け手段が充実している。

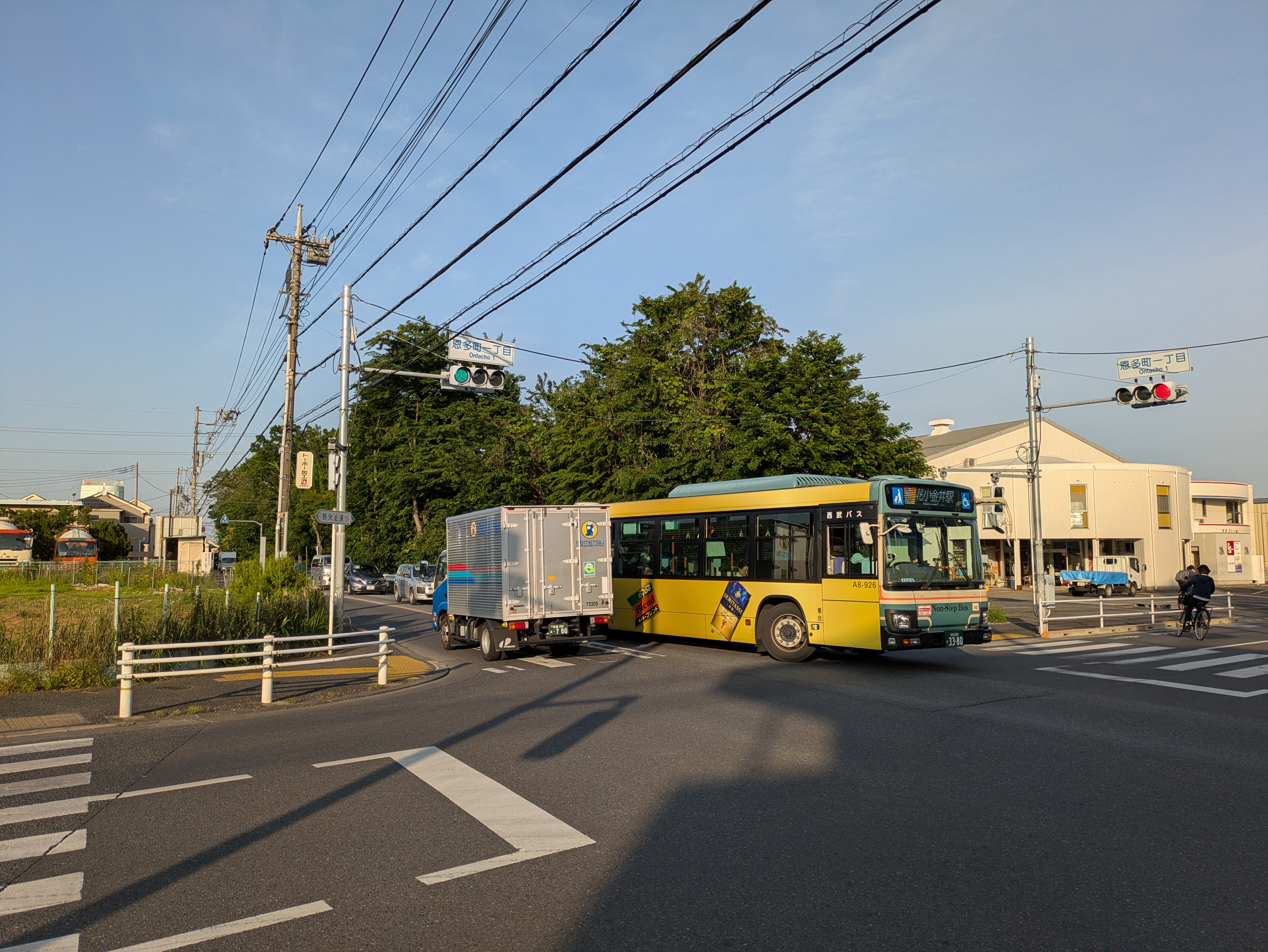
恩多町1丁目

| 隣接する街区の駅                                                                         | バス移動で利用可能駅                                                          |
| ---------------------------------------------------------------------------------------- | ----------------------------------------------------------------------------- |
| 西武新宿線 国分寺線 西武園線 - 東村山駅（SS 21）（SK 05） 西武新宿線 - 久米川駅（SS 20） | 西武池袋線 - 清瀬駅（SI 15） - 秋津駅（SI 16） JR武蔵野線 - 新秋津駅（JM 31） |

### バス
- 西武バス所沢営業所…周辺の路線を運行している。
- 西武バス小平営業所…東村山市コミュニティバスグリーンバスを運行。

### 道路
- 東京都道・埼玉県道4号東京所沢線 - （新所沢街道）
- 東京都道245号杉並田無線 - (新青梅街道)
- 野火止通り

## 施設

### 恩多町四丁目
- 大岱小学校
- 東村山第五中学校
- 東京都立東村山高等学校

### 恩多町五丁目
- 野火止小学校